# 列季基夫卡 (里普基區)
51°36′57″N 30°35′44″E / 51.61583°N 30.59556°E
列季基夫卡（烏克蘭語：Редьківка），是烏克蘭北部的村莊，隸屬切爾尼希夫州的切爾尼希夫區。該村始建於1785年，面積0.21平方公里，海拔高度111米，2001年人口39，人口密度每平方公里185.7人。